# Miša Pušenjak
Miša Pušenjak, slovenska inženirka agronomije, publicistka, avtorica vrtnarskih priročnikov in političarka, * 29. november 1962, Koper
Je specialistka za zelenjadarstvo in okrasne rastline. Časopisne članke piše od leta 2009. Z nasveti med drugim nastopa na Radiu Ptuj v oddaji Vrtičkarije in na TV SLO v oddaji Na vrtu. Je kmetijska svetovalka na Kmetijsko gozdarskem zavodu Maribor. Pred tem se je na Ptuju ukvarjala z žlahtnenjem zelenjadnic za Semenarno Ljubljana. Leta 2017 je bila obraz vrtnega orodja znamke Black+Decker v trgovinah Tuš.

### Politika
Med letoma 2014 in 2018 je bila SLS-ova svetnica v Mestni občini Ptuj. Delovala je v Odboru za finance, Odboru za socialno varstvo, zdravstvo in kulturo, Komisiji za vloge in pritožbe ter Protikorupcijski komisiji.
Kandidirala je za poslanko na državnozborskih volitvah 2018 kot 7. na listi stranke SLS v 8. volilni enoti. Takrat je izrazila podporo reševanju zdravstva, malim in srednje velikim kmetom, obrtnikom, katoliški cerkvi, družini, kot osnovni celici družbe, ter krepitvi prehranske samooskrbe. Poleg tega nasprotuje bioplinarnam kot uničevalcem hrane ter se zavzema za ekološko kmetijstvo in medsebojno povezovanje pridelovalcev zelenjave.

### Zgodnja leta in šolanje
Njen oče je bil zdravnik. Kot otrok se je iz Izole preselila na Ptuj, kjer je končala osnovno šolo in gimnazijo. Študirala je na Biotehniški fakulteti v Ljubljani na smeri sadjarstvo vrtnastvo.

### Zasebno
Njen hobi je zborovsko petje. Ker živi v bloku, nima lastnega vrta.

## Nagrade in priznanja
- osebnost leta Radia Ptuj 2013[12]

### Slovenka leta
- 2012: nominacija

## Bibliografije

### Priročniki
- Zelenjavni vrt. Kmečki glas, 2007
- Za vsak vrt : kompostiranje in visoke grede. Kmečki glas, 2009
- Moj ekovrt. Kmečki glas, 2010
- Vodnik po vrtu. Kmečki glas, 2011
- Rastlinjaki na vrtu : gojenje vrtnin v rastlinjaku. Kmečki glas, 2016
- Visoke grede in vrtički v posodah. Kmečki glas, 2017
- Naravno varstvo vrtnin. Kmečki glas, 2018
- Zemlja, naše osnovno orodje. Kmečki glas, 2020